# Spencer (Oklahoma)
Spencer è un comune degli Stati Uniti d'America, situato in Oklahoma, nella contea di Oklahoma. È parte dell'area metropolitana di Oklahoma City.